# Terremoto de Tokachi de 2003
El terremoto de Tokachi de 2003, ocurrió frente a la costa de Hokkaidō, Japón, el 26 de septiembre de 2003 a las 04:50 hora local. A una profundidad focal de 27 kilómetros, este gran terremoto submarino midió 8,3 en la escala de magnitud de momento, lo que lo convierte en el terremoto más poderoso de 2003, así como en uno de los terremotos más intensos que ha azotado Japón desde que comenzaron los registros modernos en 1900.
El terremoto de Hokkaidō causó grandes daños, destruyó carreteras alrededor de Hokkaidō y provocó cortes de energía y grandes deslizamientos de tierra.Más de 800 personas resultaron heridas.El terremoto también provocó un tsunami que alcanzó los 4 metros de altura.La presencia del terremoto se sintió en todo Japón, extendiéndose hasta Honshu y Tokio.

## Entorno tectónico
La ubicación y la solución del tensor de momento de este terremoto son consistentes con que sea el resultado de una falla de empuje entre la Placa de América del Norte y la Placa del Pacífico en subducción. Además de experimentar grandes terremotos de empuje que se originan en la interfaz entre las placas, el este de Hokkaidō experimenta grandes terremotos que se originan en el interior de la placa subducida del Pacífico.
La región experimentó un terremoto y un tsunami catastróficos con una magnitud estimada de 9,0 en 1667,un evento de magnitud 8,2 en 1952,un terremoto de 8,3 en 1968 y uno en 2008 de 7,1, todos con el nombre de Tokachi-Oki,y un terremoto en 1973 en el norte inmediato a lo largo del límite de la placa de la Fosa de las Kuriles llamado terremoto de Nemuro de 1973.

### Réplicas
Hasta el 3 de octubre de 2003, se habían registrado un total de 65 réplicas cerca del epicentro principal del terremoto. Se produjo al menos un temblor importante, de magnitud 7,0 en la escala de Richter.En ese momento, los especialistas evaluaron una probabilidad del 50% de que se produjera una réplica de magnitud 6,0 o superior en las siguientes 72 horas, con un 20% de probabilidad de que su magnitud supere 7,0.

## Daños y víctimas
A pesar de la gran intensidad del terremoto, los daños estructurales en la región fueron comparativamente leves; el epicentro se ubicó a casi cien kilómetros de la costa, y se informó que la mayoría de las estructuras en sus alrededores eran resistentes a los terremotos.La mayor parte de la destrucción se limitó a las zonas costeras, como los puertos marítimos y pesqueros, causada en su mayor parte por las posteriores olas del tsunami. Aunque la licuefacción del suelo se observó en una amplia zona geológica, ocurrió en áreas localizadas y limitadas casi exclusivamente a terraplenes artificiales.El terremoto afectó a un total de 36 ríos locales, incluidos los principales ríos Abashiri e Ishikari.Muchas propiedades sufrieron daños considerables, dos personas siguen desaparecidas y 849 personas resultaron heridas. Las pérdidas monetarias en Hokkaidō ascendieron al menos a 213 mil millones de yenes o 1,9 mil millones de dólares.Una persona murió tras ser atropellada por un coche después de limpiar los daños del terremoto.

### Estructuras
El terremoto y las olas del tsunami asociadas destruyeron varias comunidades de origen junto al mar y dañaron muchas otras. Más de 1.500 casas o edificios, la mayoría de los cuales estaban en la ciudad de Kushiro, sufrieron daños considerables y, según se informó, 141 quedaron total o parcialmente destruidos.Fuertes sacudidas afectaron a muchos puentes de la región, y algunos sufrieron daños graves debido al movimiento relativo entre tramos que excedía los estándares de diseño.Se informó que el centro del puente Rekifune, ubicado en Taiki, Hiroo, se hundió aproximadamente 0,12 metros en la sección de unión luego de una importante deformación del terreno. Algunas escuelas locales también sufrieron daños, desde ventanas rotas hasta juntas de dilatación y columnas cortadas. Dos ayuntamientos en Kushiro y Taiku sufrieron derrumbes parciales.
En el aeropuerto de Kushiro, el temblor provocó el colapso del techo de la torre de control, lo que llevó a los funcionarios a detener el trabajo de control durante varios días. Se informaron pequeñas grietas en las compuertas de la presa Takami Hokkaidō, aunque no existía amenaza de falla de la presa.

### Instalaciones portuarias
Varios puertos marítimos de la zona sufrieron daños moderados, como grietas y derrumbes de muros, debido a la expansión lateral del suelo provocada por la licuefacción. Unos 123 puertos e instalaciones pesqueros costeros en el este de Hokkaidō registraron daños importantes, y otros 25 puertos en Iwate sufrieron daños.Al menos tres puertos importantes se vieron afectados por el desastre; el puerto de Kushiro sufrió grandes daños en uno de sus muelles como resultado del desplazamiento del suelo y la ebullición de arena.Las olas del tsunami dejaron varados en tierra varias embarcaciones pequeñas; varios contenedores de barcos y tanques de petróleo a lo largo de la costa sufrieron daños. El terremoto dejó a su paso derrames de petróleo en el mar, aunque las condiciones se normalizaron rápidamente.